# 4266 Waltari
4266 Waltari este un asteroid descoperit pe 28 decembrie 1940 de Yrjö Väisälä.

## Denumirea asteroidului
Asteroidul a primit numele în onoarea scriitorului finlandez Mika Waltari.